# Lista siturilor arheologice din județul Vâlcea - V
Lista siturilor arheologice din județul Vâlcea - V conține toate siturile arheologice din județul Vâlcea înscrise în Repertoriul Arheologic Național (RAN) și aflate în localități al căror nume începe cu litera V. RAN este administrat de Ministerul Culturii și Patrimoniului Național și cuprinde date științifice, cartografice, topografice, imagini și planuri, precum și orice alte informații privitoare la zonele cu potențial arheologic, studiate sau nu, încă existente sau dispărute.
Puteți căuta un sit din localitățile care încep cu litera V folosind formularul de mai jos sau puteți naviga prin toate siturile din județ la Lista siturilor arheologice din județul Vâlcea.
| Cod RAN                                   | Denumire | Localitate                        | Adresă       | Datare                | Descoperit | Coordonate | Imagine           | Erori            |
| ----------------------------------------- | --- | --------------------------------- | ------------ | --------------------- | ---------- | ---------- | ----------------- | ---------------- |
| 168443.01.01 (Cod LMI: VL-I-s-B-09590)    | Așezarea Latene de la Valea Mare / ansamblu anonim (Categorie: locuire civilă) (Tip: Așezare)                       | sat Valea Mare, oraș Băbeni       |              | geto-dacică           |            |            | Încărcați imagine | Raportați eroare |
| 174094.02.01 (Cod LMI: VL-I-s-B-09591)    | Așezarea hallstattiană de la Valea Mare / ansamblu anonim (Categorie: locuire civilă) (Tip: Așezare)                | sat Valea Mare, comuna Valea Mare |              |                       |            |            | Încărcați imagine | Raportați eroare |
| 168443.03.01 (Cod LMI: VL-I-s-B-09592)    | Așezarea Latene de la Valea Mare / ansamblu anonim (Categorie: locuire civilă) (Tip: Așezare)                       | sat Valea Mare, oraș Băbeni       |              | sec. IV - III a. Chr. |            |            | Încărcați imagine | Raportați eroare |
| 167874.01.01 (Cod LMI: VL-I-s-B-09589)    | Situl arheologic de la Valea lui Stan / ansamblu anonim (Categorie: locuire) (Tip: Așezare)                         | sat Valea lui Stan, oraș Brezoi   |              |                       |            |            | Încărcați imagine | Raportați eroare |
| 167874.01.02 (Cod LMI: VL-I-m-B-09589.03) | Situl arheologic de la Valea lui Stan / ansamblu anonim (Categorie: locuire) (Tip: Așezare)                         | sat Valea lui Stan, oraș Brezoi   |              |                       |            |            | Încărcați imagine | Raportați eroare |
| 167874.01.03 (Cod LMI: VL-I-m-B-09589.02) | Situl arheologic de la Valea lui Stan / ansamblu anonim (Categorie: locuire) (Tip: Necropolă)                       | sat Valea lui Stan, oraș Brezoi   |              |                       |            |            | Încărcați imagine | Raportați eroare |
| 167874.01.04 (Cod LMI: VL-I-s-B-09589)    | Situl arheologic de la Valea lui Stan / ansamblu anonim (Categorie: locuire) (Tip: Așezare)                         | sat Valea lui Stan, oraș Brezoi   |              | geto-dacică           |            |            | Încărcați imagine | Raportați eroare |
| 167874.01.05 (Cod LMI: VL-I-m-B-09589.01) | Situl arheologic de la Valea lui Stan / ansamblu anonim (Categorie: locuire) (Tip: Așezare)                         | sat Valea lui Stan, oraș Brezoi   |              |                       |            |            | Încărcați imagine | Raportați eroare |
| 169299.02.01 (Cod LMI: VL-I-s-B-09594)    | Așezarea hallstattiană de la Văratici - "Vârful Stogu" / ansamblu anonim (Categorie: locuire civilă) (Tip: Așezare) | sat Văratici, comuna Costești     | Vârful Stogu |                       |            |            | Încărcați imagine | Raportați eroare |
| 174165.01.01 (Cod LMI: VL-I-m-B-09595.02) | Situl arheologic de la Vlădești / ansamblu anonim (Categorie: locuire civilă) (Tip: Așezare)                        | sat Vlădești, comuna Vlădești     |              |                       |            |            | Încărcați imagine | Raportați eroare |
| 174165.01.02 (Cod LMI: VL-I-s-B-09595)    | Situl arheologic de la Vlădești / ansamblu anonim (Categorie: locuire civilă) (Tip: Așezare)                        | sat Vlădești, comuna Vlădești     |              |                       |            |            | Încărcați imagine | Raportați eroare |
| 174469.01.01 (Cod LMI: VL-I-s-B-09593)    | Așezarea hallstattiană de la Valea Văleni / ansamblu anonim (Categorie: locuire civilă) (Tip: Așezare)              | sat Valea Văleni, comuna Zătreni  |              |                       |            |            | Încărcați imagine | Raportați eroare |
| 172448.01 (Cod LMI: VL-IV-m-B-10042)      | Cruce de piatră de la Valea Caselor (Categorie: structură de cult/religioasă) (Tip: cruce)                          | sat Valea Caselor, comuna Popești |              | 1727                  |            |            | Încărcați imagine | Raportați eroare |
| 169299.01.01                              | Castrul roman de la Costești / ansamblu anonim (Categorie: locuire militară) (Tip: Castru)                          | sat Văratici, comuna Costești     |              | romană sec.I-III      |            |            | Încărcați imagine | Raportați eroare |